# Prima comunione

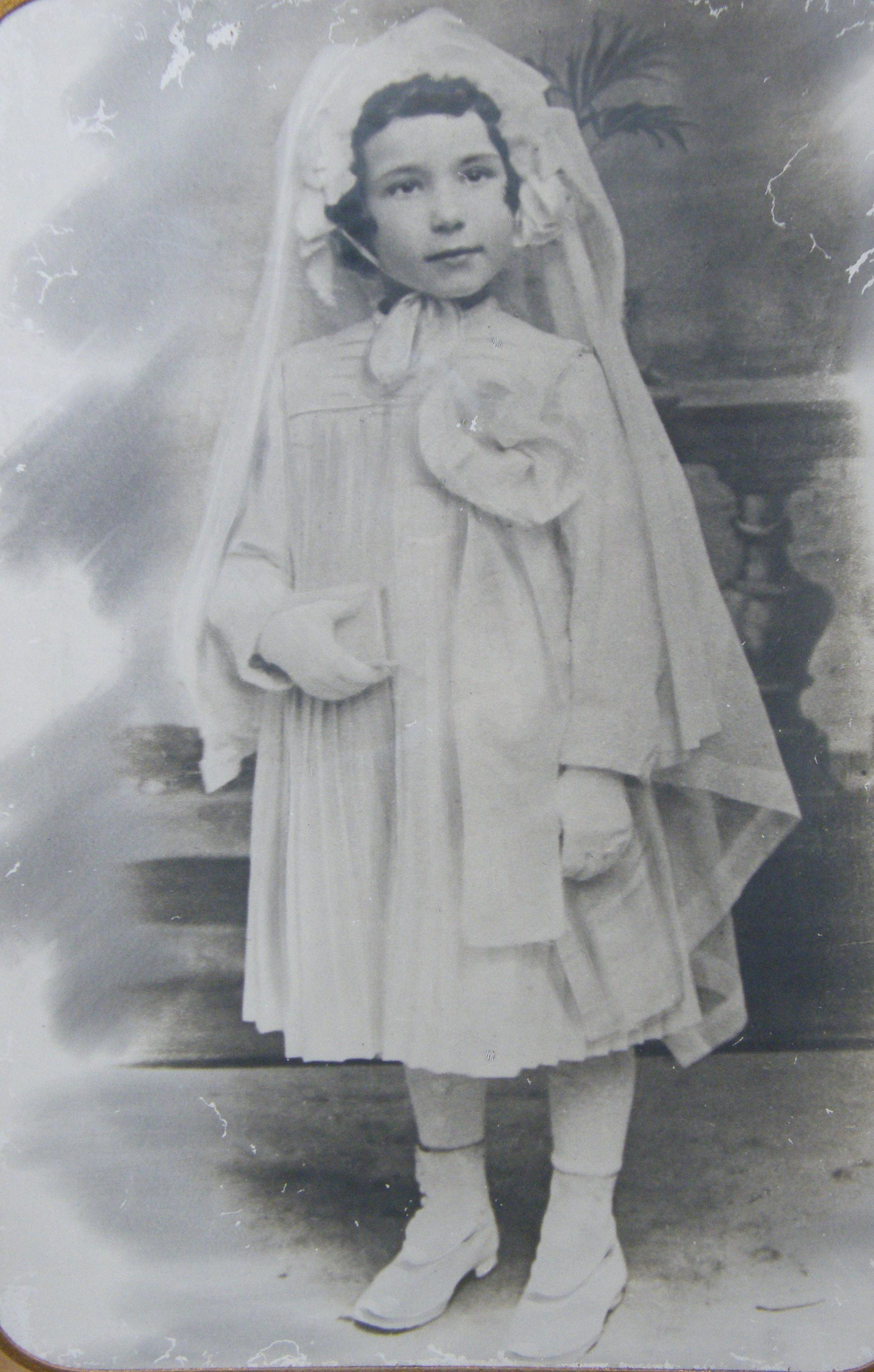
Una bambina nel giorno della sua prima comunione (Nicolotti's archives, 1919)

La prima comunione è il momento in cui un battezzato riceve per la prima volta il sacramento dell'eucaristia. Secondo il Catechismo della Chiesa Cattolica, l'eucaristia è "fonte e culmine di tutta la vita cristiana" e "completa l'iniziazione cristiana" insieme al battesimo e alla cresima.

## Storia
Tradizionalmente, fino al pontificato di papa Pio X, la prima comunione veniva impartita all'età di 12-14 anni. Questa scelta era motivata dal fatto che in quegli anni il giovane fedele terminava generalmente il percorso catechistico, acquisendo una conoscenza completa e adeguata della dottrina cristiana necessaria per partecipare consapevolmente al sacramento. Tuttavia, questo ritardo nella ricezione dell'eucaristia veniva spesso criticato, poiché si credeva che l'età della ragione, considerata intorno ai sette anni, fosse un momento più appropriato per iniziare a nutrirsi spiritualmente con il Corpo di Cristo. Inoltre, si riconosceva che un'attesa troppo lunga poteva allontanare i bambini dalla partecipazione attiva alla vita della Chiesa.
Con la lettera apostolica Quam Singulari dell'8 agosto 1910, papa Pio X introdusse una svolta significativa, abbassando l'età della prima comunione all'età della ragione (circa sette anni). Questo cambiamento aveva lo scopo di facilitare un accesso più precoce e consapevole all'eucaristia, ponendo l'accento sulla formazione spirituale continua piuttosto che su un'unica preparazione iniziale prolungata.
Nello stesso anno, con decreto del 20 dicembre, il papa dichiarò la beata Imelda Lambertini patrona dei fanciulli che si accostano alla prima comunione. La Lambertini, morta giovanissima nel 1333, è ricordata per la profonda devozione eucaristica che dimostrò fin da bambina. Secondo la tradizione agiografica, mentre pregava nella cappella del monastero domenicano di Santa Maria Maddalena di Valdipietra, che si trovava poco fuori Bologna, dove viveva come oblata, una luce miracolosa apparve sopra di lei e un'ostia fluttuante si posò sulle sue labbra. Il sacerdote presente, interpretando il prodigio come volontà divina, le amministrò l'eucaristia. Pochi istanti dopo, Imelda fu trovata senza vita, con un'espressione di gioia sul volto. Il miracolo e la morte in stato di grazia eucaristica la resero simbolo dell'amore puro e ardente per Gesù sacramentato.

## Caratteristiche

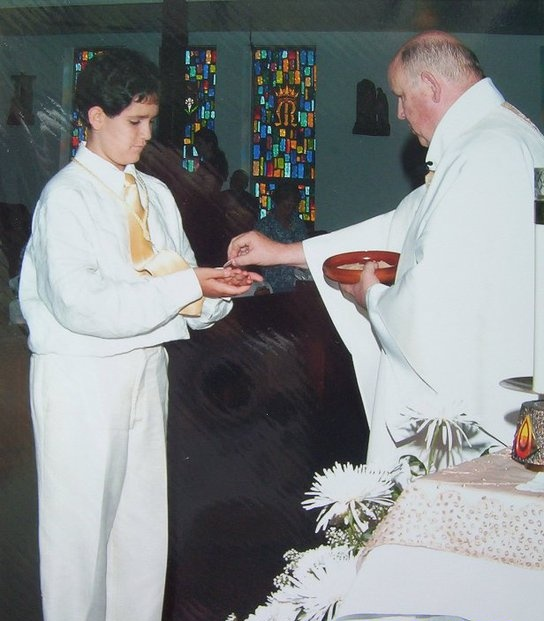
Un giovane riceve sulle mani la particola consacrata il giorno della sua prima comunione

Il rito si celebra solitamente durante l'infanzia, tra i 7 e i 9 anni, dopo un periodo di preparazione catechistica che permette al bambino di comprendere il significato dell'eucaristia e di partecipare consapevolmente al sacramento:
- Età di ricezione: La Prima comunione viene generalmente ricevuta dopo l'età della ragione, che la Chiesa cattolica identifica intorno ai sette anni.
- Preparazione catechistica: Il bambino partecipa a un percorso formativo che include l'insegnamento delle verità fondamentali della fede, la spiegazione dei sacramenti e l'importanza dell'Eucaristia.
- Rito liturgico: La celebrazione avviene durante una messa solenne, spesso accompagnata da momenti di preghiera, letture bibliche e la recita del Credo.[11]
- Significato spirituale: La Prima comunione rappresenta un passo importante nel cammino di fede del cristiano, che inizia a nutrirsi spiritualmente con il corpo di Cristo e a vivere pienamente la vita ecclesiale.[12]

### La particola consacrata e la Prima Comunione
La particola consacrata, ovvero l'ostia di pane azzimo consacrata durante la Messa, rappresenta il Corpo di Cristo secondo la dottrina cattolica della transustanziazione.
Durante la Prima Comunione, il fedele riceve per la prima volta questa particola consacrata, partecipando pienamente al sacramento dell'Eucaristia. Questo momento segna l'ingresso nella comunione piena con Cristo e con la Chiesa.
La preparazione alla Prima Comunione include l'insegnamento del significato e della sacralità della particola consacrata, affinché il comunicando possa comprendere il mistero e il valore spirituale del sacramento.

## Evoluzione delle prassi liturgiche dopo il Concilio Vaticano II
Con il Concilio Vaticano II (1962-1965) si avviarono significative riforme liturgiche che influenzarono anche la celebrazione della Prima Comunione. Tra i cambiamenti principali vi fu l’uso della lingua vernacolare al posto del latino durante la Messa, favorendo una maggiore comprensione da parte dei bambini e dei partecipanti.
Inoltre, si promosse una maggiore partecipazione attiva dei fedeli, inclusi i bambini, attraverso la recita di preghiere e la comprensione del significato dei gesti liturgici. La Prima Comunione divenne non solo un momento personale, ma anche un evento comunitario, celebrato spesso durante Messe parrocchiali che coinvolgevano tutta la comunità.
La riforma portò anche a una revisione dei materiali catechistici e dei metodi di preparazione, con un approccio più pedagogico e pastorale, volto a rendere il percorso più coinvolgente e adatto alle capacità cognitive ed emotive dei bambini.
Questi cambiamenti hanno contribuito a far evolvere la Prima Comunione da una semplice ritualità formale a un’esperienza di fede più consapevole e partecipata, in linea con lo spirito di rinnovamento ecclesiale promosso dal Concilio.

## Aspetti culturali e sociali
In molte culture, la Prima comunione è accompagnata da feste e celebrazioni familiari, che sottolineano l'importanza dell'evento nella vita del bambino e della comunità. L'abbigliamento tradizionale prevede abiti bianchi o vestiti formali, simbolo di purezza e di impegno nella fede.
In alcune regioni d'Italia, come il Piemonte e la Lombardia, è diffusa la tradizione di regalare una medaglietta o un rosario durante la cerimonia, come simboli di fede e protezione. In Sicilia, oltre alla festa religiosa, è comune organizzare banchetti e momenti di convivialità che coinvolgono l'intera famiglia e il vicinato.
In ambito internazionale, in paesi come la Spagna e il Messico, la Prima comunione è una delle feste più sentite, spesso accompagnata da sfilate in chiesa e celebrazioni pubbliche.

## Impatto socioculturale e riflessioni contemporanee
Negli ultimi decenni, la Prima Comunione ha assunto un ruolo sempre più complesso nel contesto di una società caratterizzata da una crescente secolarizzazione e pluralismo religioso. In molte realtà occidentali, si osserva un calo nella partecipazione alle pratiche sacramentali, dovuto anche alla minore adesione alle tradizioni religiose da parte delle nuove generazioni e delle loro famiglie.
Di conseguenza, molte diocesi hanno sviluppato programmi pastorali specifici per favorire un approccio più inclusivo e accogliente, promuovendo momenti di incontro e formazione rivolti alle famiglie che si trovano ai margini della pratica religiosa. Queste iniziative cercano di coniugare il rispetto per la tradizione con una sensibilità verso le esigenze culturali e sociali contemporanee.
Inoltre, si dibatte anche sull'opportunità di rendere più consapevole e partecipata la celebrazione della Prima Comunione, evitando che diventi soltanto un evento sociale o commerciale, e mantenendo invece il suo significato profondamente spirituale e comunitario.

## Arte e iconografia

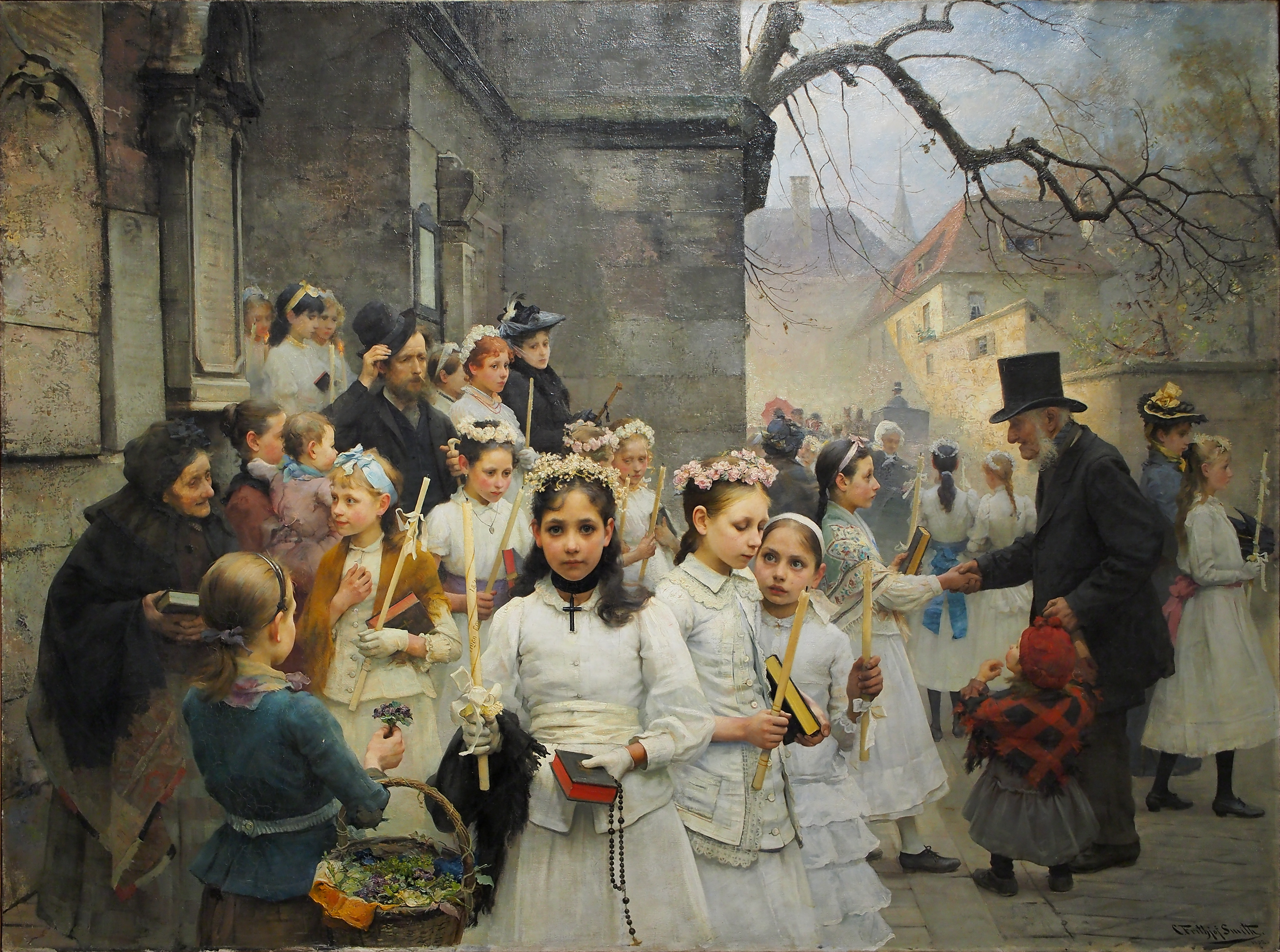
Dipinto "After First Communion" di Carl Frithjof Smith (1892)

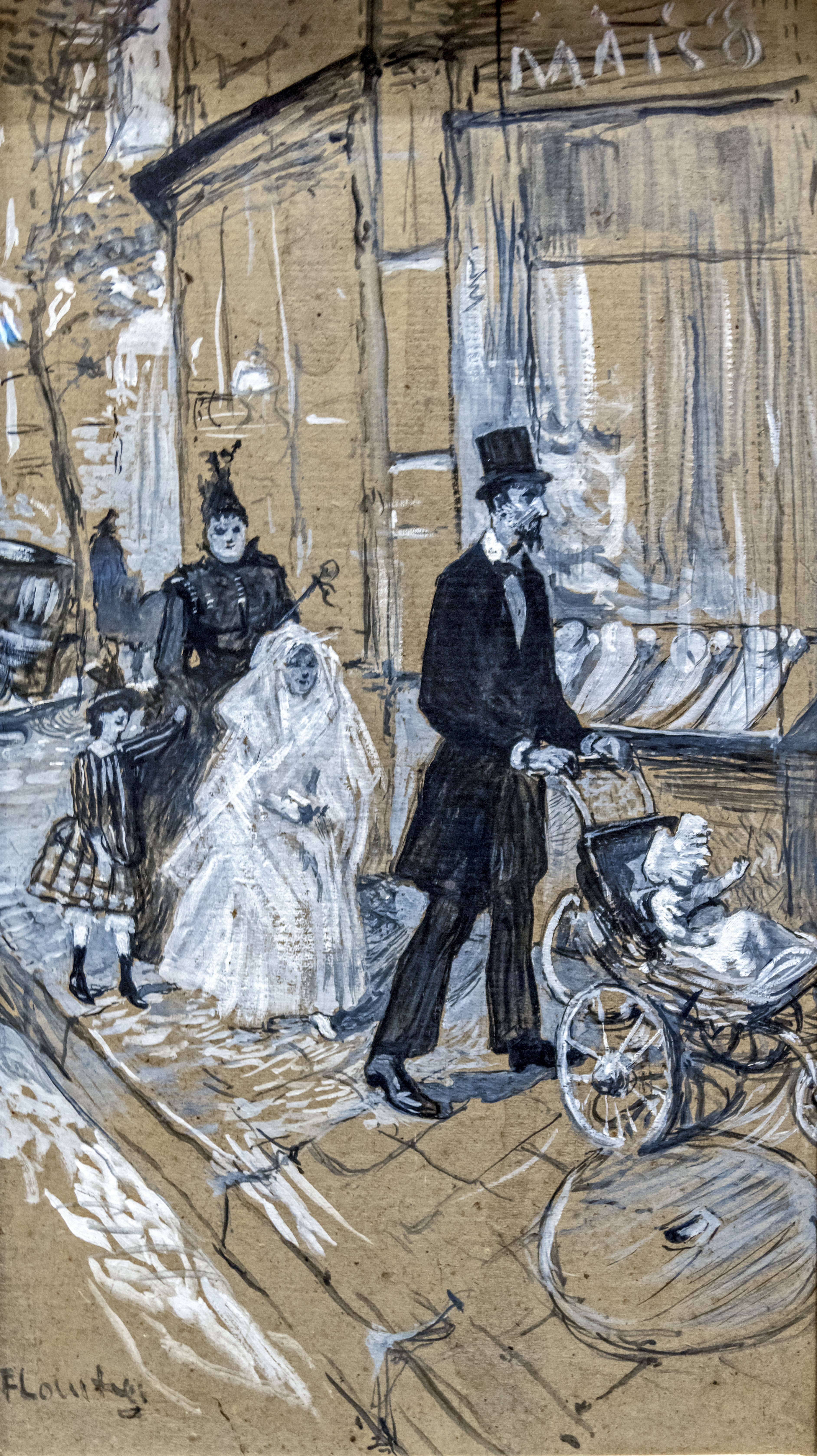
"Il giorno della prima comunione" di Henri de Toulouse-Lautrec (1888)

La Prima Comunione è stata da sempre fonte di ispirazione artistica in pittura, scultura e iconografia sacra. Le immagini tradizionali mostrano spesso bambini in abiti bianchi, simbolo di purezza, mentre ricevono la particola consacrata, e raffigurazioni di momenti liturgici e simboli eucaristici.
Nella tradizione cattolica l’iconografia della Prima comunione si è sviluppata in modo significativo a partire dal XIX secolo, con un’enfasi sulla purezza spirituale e il momento solenne del sacramento.
I bambini sono spesso raffigurati in abiti bianchi, simbolo di innocenza e di nuova vita cristiana, che rimanda alla purezza richiesta per ricevere l’Eucaristia.
Molte cartoline devozionali tra XIX e XX secolo mostrano bambini in abiti bianchi inginocchiati, spesso accompagnati da simboli eucaristici, testimonianza della diffusione popolare di tali immagini.
Le figure angeliche sono frequentemente raffigurate come ministranti accanto ai bambini durante il momento della Prima Comunione, a sottolineare la dimensione celeste del rito.
Dopo la Prima Comunione è un dipinto del pittore norvegese Carl Frithjof Smith realizzato nel 1892, raffigurante un gruppo di bambini all'uscita della chiesa dopo aver ricevuto la Prima Comunione. L'attenzione è focalizzata sui loro abiti bianchi e sui loro volti, che trasmettono un senso di gioia e innocenza.
La prima comunione (La primera comunión) di Pablo Picasso, è stata realizzata a olio su tela tra il 1895 e il 1896, quando l’artista aveva 15 anni, raffigurante la sorella Lola inginocchiata con i genitori durante il rito della prima comunione.
Il giorno della Prima Comunione di Henri de Toulouse-Lautrec (1888) è un'opera che cattura l'atmosfera festiva e le emozioni che circondano la Prima Comunione, con un'attenzione particolare ai dettagli dei personaggi e del contesto.

## Differenze nelle pratiche della Prima Comunione tra le confessioni cristiane
La Prima Comunione rappresenta un momento centrale nel cammino di fede di molti cristiani, ma le modalità e il significato del rito possono variare sensibilmente tra le diverse confessioni cristiane.

### Chiesa cattolica
Nella Chiesa cattolica, la Prima Comunione è il primo ricevimento consapevole del sacramento dell'Eucaristia, solitamente celebrato intorno ai 7-9 anni, dopo un periodo di catechesi formale. Essa segna l’ingresso pieno nella comunione ecclesiale.

### Chiese ortodosse
Nelle Chiese ortodosse, l'eucaristia viene generalmente amministrata per la prima volta ai neonati durante la comunione immediatamente dopo il battesimo e la cresima, che vengono conferiti insieme nella prima infanzia. Non esiste quindi un rito separato di "Prima Comunione" come nella Chiesa cattolica.

### Chiese protestanti
Tra le varie denominazioni protestanti le pratiche variano notevolmente:
- Nelle Chiese luterane, la Prima Comunione viene di norma ricevuta intorno ai 7-12 anni dopo un periodo di istruzione religiosa. Viene intesa come un momento di conferma della fede personale.[34]
- Nelle Chiese anglicane (Episcopali), la Prima Comunione si celebra generalmente tra i 7 e i 11 anni, ma vi sono ampie variazioni locali. L'eucaristia è vista come un sacramento di comunione e di crescita spirituale.[35]
- Alcune denominazioni riformate (calviniste) non hanno un rito specifico di Prima Comunione, poiché l’Eucaristia è spesso riservata ai credenti battezzati e consapevoli, senza un’età fissa per la prima partecipazione.[36]

## Statistiche
In Italia, negli ultimi decenni, si è registrato un calo nel numero delle prime comunioni, principalmente attribuibile a fattori demografici come la diminuzione della natalità. 
A livello globale, invece, il numero delle prime comunioni è in crescita, grazie all’aumento della popolazione mondiale e alla diffusione del cattolicesimo, in particolare nei paesi in via di sviluppo.